# Léopold Angrand
Pour les articles homonymes, voir Angrand.
Léopold Angrand, né le 16 octobre 1859 et mort le 7 octobre 1906 à Gorée, est un notable métis qui a joué un rôle important dans la vie politique, culturelle et économique de Gorée et de la colonie du Sénégal.

## Biographie

### Origine et famille
C'est le fils de Pierre Angrand (1820-?), négociant, armateur et grand propriétaire, et de la signare Hélène de Saint-Jean (1826-1859), petite-fille du gouverneur Blaise Estoupan de Saint-Jean et de la signare Marie Thérèse Rossignol.
Léopold Angrand épouse Mathilde Faye, une noble (guélawar) de l'ethnie sérère, nièce du roi (bour) de Sine, Coumba Ndofféne Diouf. Parmi leurs descendants, on trouve Armand-Pierre Angrand, auteur d'un livre consacré au peuple lébou et d'un dictionnaire français-wolof. Un autre fils de Léopold Angrand, Alexandre, a siégé au conseil général de la colonie du Sénégal et a été l'ami intime du chef religieux musulman Seydou Nourou Tall. 

### Formation et débuts professionnels
Après avoir commencé l'école chez les Frères de Ploërmel à Gorée, il est envoyé par son père faire des études secondaires puis commerciales à Bordeaux et Paris. Ayant obtenu de brillants résultats, il revient à Gorée seconder son père dans l'entreprise familiale, puis en prendre la direction.
Devenu armateur et commerçant, il possède de nombreux cotres et voiliers grâce auxquels se fait le ravitaillement de la petite côte dont il a le monopole, en denrées et matériels de toutes sortes. Les principaux centres desservis sont M'bour, Saly-Portudal Joal, Banjul - Karabane, Bissau, etc. Il est aussi représentant à Gorée de la grande maison anglaise de commerce Prichard Lloyd.

### Adjoint au Maire de Gorée
Il est élu conseiller municipal de Gorée en 1881 et devient adjoint au maire (le seul adjoint) en 1888. Il occupe ces mandats jusqu'à sa mort.
Il est à noter qu'à cette époque le maire en titre étant français, il se trouvait le plus souvent absent de l'île, se rendant fréquemment en mission en France. Donc l'administration de la commune revenait de ce fait à l'adjoint unique.

### Rôle dans le système éducatif
Léopold Angrand possède un fonds bibliographique important qu'il met à la disposition des premiers étudiants de l'École normale William-Ponty. 
Certains des anciens élèves sont devenus des chefs d'État lors des indépendances comme Félix Houphouët-Boigny de Côte d'Ivoire, Hubert Maga au Bénin, Hamani Diori au Niger, Sylvanus Olympio au Togo, etc. 
Il a été président de la fondation du sous-comité de l'alliance française. En 1884, il est président du Comité de Surveillance des Écoles. De 1888 à 1906, il est président de la commission municipale des Examens Scolaires chargée de tout ce qui intéressait l'enseignement dans l'île. À ce titre, il a non seulement présidé les différentes commissions, mais a su organiser et suggérer de nombreuses réformes dans le cadre de l'éducation et, après qu'elles eurent été acceptées par le gouvernement, a veillé scrupuleusement à leur mise en application afin de donner à l'enseignement une impulsion qui fait honneur à Gorée de par les résultats obtenus.

### Rôle comme protecteur des Sénégalais
Beaucoup de témoignages des membres de son milieu social, provenant de personnalités religieuses telles que les grands Serignes de Dakar, des notabilités Lébous, Layènes et ceux du Grand Marabout El Hadj Seydou Nourou Tall, son grand ami, attestent lors de son enterrement en 1906 que Léopold sa vie durant avait défendu les intérêts de ses amis notables sénégalais contre les abus de l'administration coloniale. 
Lors des fêtes marquant la fin du ramadan (Korité) ou de la célébration du sacrifice d'Abraham (Tabaski), Léopold Angrand rassemblait tous les chefs religieux ainsi que les imams de Gorée et du Cap-Vert pour leur distribuer des moutons et des ballots de tissu afin que tous les musulmans nécessiteux puissent dignement célébrer ces fêtes. Il laisse donc à la postérité l'image d'un humaniste mais aussi d'un résistant à une certaine oppression coloniale.

### Participation aux expositions "Le Village Noir" en France
Dans les années 1900, Léopold Angrand facilite le recrutement d'artisans sénégalais comme le bijoutier Jean Thiam afin qu'ils puissent participer aux expositions artisanales dites Village noir qui se tiennent à travers toute la France,.

## Maison historique Albis & Angrand

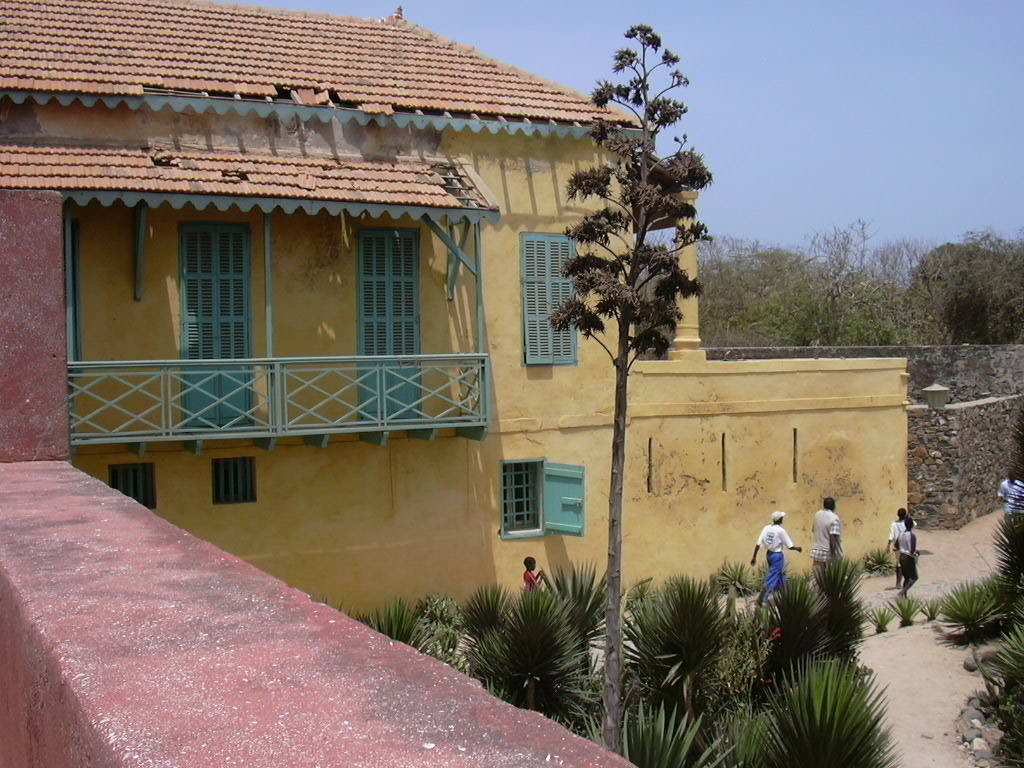
Maison Albis & Angrand

Cette maison célèbre de Gorée est bâtie aux alentours de 1730, par la signare lusophone Victoria Albis, puis passe de propriétaires métis à propriétaires métis, jusqu’à ce qu'elle soit mise en vente par les frères Alexandre et Armand Angrand, respectivement grand-père et grand-oncle de l’historien franco-sénégalais Jean-Luc Angrand.

## Hommages
Né en 1906, Léopold Sédar Senghor a reçu son prénom en l'honneur de Léopold Angrand, dont son père Basile Diogoye Senghor avait été un ami intime et un collaborateur à Joal.
L'école primaire de Gorée porte le nom de Léopold Angrand.